# Alain-René Lesage
Alain-René Lesage o Le Sage (Sarzeau, 6 maggio 1668 – Boulogne-sur-Mer, 17 novembre 1747) è stato un romanziere e commediografo francese.

## Biografia
Unico figlio di Claude, avvocato e notaio, e di Jeanne Brenugat, perduta la madre nel 1677 e il padre nel 1682, fu preso sotto la tutela dallo zio e messo nel collegio dei Gesuiti di Vannes dove fece studi di lingue classiche, di italiano, di spagnolo, di retorica e di catechismo, secondo la consolidata tradizione della cultura libresca secentista che in Bretagna traeva particolare influsso da un'educazione di stampo cattolico-spagnolo. Intanto si ritrovò con poco denaro, avendo lo zio dissipato a proprio vantaggio l'eredità paterna.
Si crede - ma non esistono fonti a questo riguardo - che sia stato impiegato per qualche anno nell'Ufficio delle imposte in Bretagna; se fosse vero in tal caso, perdette presto quell'impiego o si licenziò: resta il fatto che nella sua vita dimostrò un'aperta ostilità contro quegli Uffici. Proseguì a Parigi studi di diritto che dovette concludere nel 1692, dal momento che in quell'anno risulta iscritto nell'albo degli avvocati. Se a Parigi non trovò un impiego, vi trovò moglie nella persona di Marie Elisabeth Huyard, una borghese parigina di origine spagnola, che sposò il 28 settembre 1694 nella chiesa di Saint-Sulpice, e dalla quale avrà quattro figli.
O che avesse cercato invano un lavoro da avvocato o che quella professione gli fosse del tutto estranea, Lesage cercò di vivere con il prodotto dei suoi scritti: grazie all'appoggio dell'amico Auvergnat Dauchet - un giovane con interessi letterari che sarà suo amico per la vita - le sue Lettres galantes, traduzione delle Lettere d'amore di Aristeneto, vennero pubblicate a Chartres nel 1695.
Nel 1698 Lesage trovò un protettore nella persona dell'abate de Lyonne che non soltanto gli assicurò una rendita stabile affinché si potesse dedicare allo studio e al lavoro letterario ma stimolò in lui anche l'interesse per la lingua e per le opere della grande letteratura spagnola del Seicento.

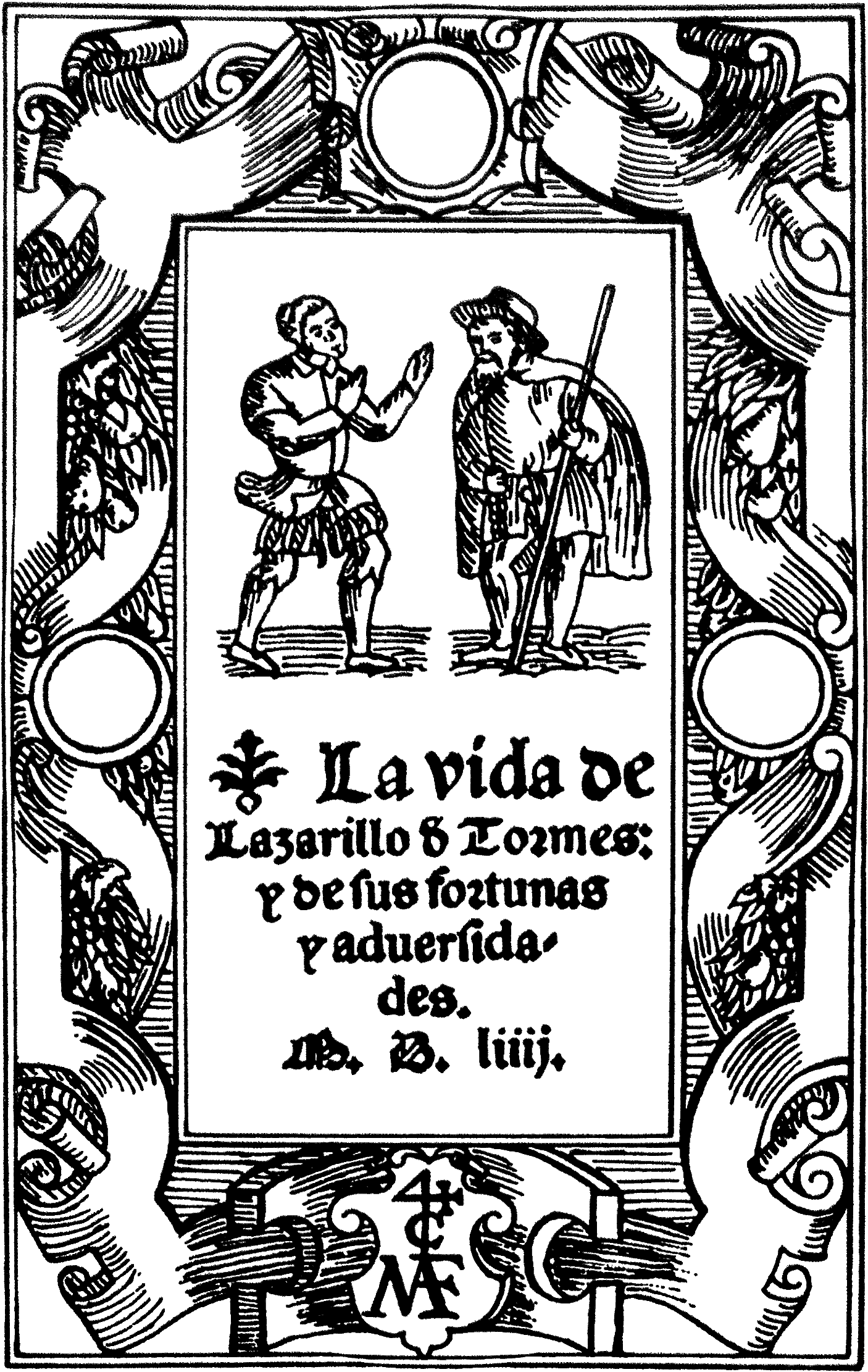
I romanzi picareschi spagnoli influenzarono Lesage

In Spagna, con la conquista e lo sfruttamento delle immense colonie americane, lo Stato, la nobiltà, i finanzieri e i grandi appaltatori e commercianti, si erano enormemente arricchiti, ma il prezzo della trasformazione sociale interna era stato pagato dalla borghesia imprenditrice e artigiana, e dai contadini, che avevano visto entrare in crisi le tradizionali attività economiche e aumentare le tasse e la leva militare per il mantenimento dei territori conquistati. Il fenomeno dei vagabondi che percorrono il Paese, i picari, è una delle conseguenze della nuova realtà spagnola, insieme con quello opposto dell'immagine di sussiegosa arroganza e di esibita devozione della nobiltà, elemento funzionale alla custodia dei valori tradizionali della civiltà cattolica.
La letteratura spagnola diede voce a quelle realtà, sia con il suo teatro classicheggiante, sia con la commedia e con i romanzi picareschi, il più note dei quali è certo La vida de Lazarillo de Tormes y de sus fortunas y adversidades, uscito per la prima volta nel 1554 e poi, censurato in parte, nel 1573.
In Francia, mentre il pubblico aristocratico manteneva i suoi interessi verso il teatro drammatico di Corneille e di Racine, quello borghese preferiva vedere rappresentata sul palcoscenico la vita viva e reale, quella rappresentata dalla commedia, dal teatro comico italiano e da Molière. Lesage colse quell'esigenza e volle unire l'esigenza del realismo sentita dal pubblico borghese parigino alla tradizione del teatro spagnolo, come scrisse nell'introduzione al suo Théâtre espagnol: per lui gli spagnoli «sono maestri nell'immaginazione e nella conduzione a buon fine di un intreccio. Sono capaci di esporre il loro soggetto con enorme abilità artistica, e nel modo più vantaggioso. A questo aggiungono incidenti così gradevoli, così sorprendenti, e lo fanno con tale varietà da sembrare inesauribili [...] E non è tutto; i testi spagnoli sono pieni di contrattempi ingegnosi, di contrarietà di condotta negli Attori, di mille giochi di teatro, che risvegliano in ogni momento l'attenzione dello spettatore. Infine, i loro intrecci possiedono tutti un qualcosa di meraviglioso, ma questo meraviglioso non sbocca né nel favoloso né nel romanzesco, e continuamente ricondotto al verosimile attraverso le regole dell'arte, produce un effetto ammirevole sulla scena».
Il Théâtre espagnol, pubblicato nel 1700, non è altro che la traduzione del Don Félix de Mendoce di Lope de Vega; Lesage tradusse anche Le Traître puni, di Francisco de Rojas Zorrilla, nel 1702 fece rappresentare Le Point d'honneur, traduzione di una commedia di Rojas. Dal 1704 al 1706 apparve il suo adattamento delle Nouvelles aventures de don Quichotte di Alonso Fernández de Avellaneda, nel 1707 la commedia Don César Ursin, tratta da Calderon de la Barca, non ebbe alcun successo ma l'atto unico Crispin rival de son maître, creazione originale di Lesage, per quanto mostri evidenti influssi del teatro italiano e di Molière, ebbe grande successo.
Protagonista della commedia è Crispino, servitore del giovane e nobile Valerio che è innamorato di Angelica, già promessa a un altro. Crispino cerca di impadronirsi della dote di Angelica ma sarà scoperto e la commedia si conclude felicemente con le nozze dei due giovani. La freschezza e l'umorismo dei dialoghi, l'intreccio vivace, i rapidi cambiamenti di scena garantirono il successo della commedia; la figura del servitore, scaltro e insieme rassegnato al suo ruolo subalterno, ritornerà in altre commedie ed è come un riflesso della stessa condizione di Lesage, che cercherà di realizzare il proprio successo senza cessare di servire le richieste di imprenditori ed editori.

### Il diavolo zoppo
Quell'anno stesso Lesage si presenta come romanziere di prim'ordine con Le Diable boiteux (Il diavolo zoppo), nel quale il protagonista, lo studente don Cleofès Pérez Zambullo, trasportato dal diavolo Asmedès sui tetti di Madrid, ha modo di rendersi conto di quel che succede all'interno delle case, intanto che la sua innamorata, Tomasa de Vigigudino, travestita da soldato, lo cerca invano. Il romanzo si sviluppa poi in diverse avventure che perdono via via di interesse, avendo dato il meglio nell'invenzione dello scoperchiamento magico dei tetti e nella rappresentazione comica e satirica delle scene di vita quotidiana.
Anche quest'opera - che ebbe grande successo - è l'imitazione di un romanzo spagnolo, El diablo cojuelo di Luis Vélez de Guevara, ma le situazioni descritte sono frutto originale della sua fantasia e l'aria che vi si respira non è spagnola ma parigina. La struttura narrativa è simile a quella teatrale, con quadri che si succedono senza un nesso che li leghi, accontentandosi Lesage di abbandonarsi al gusto della avventura realistica e spiritosa, della critica fine e allegra, del ritratto piccante e leggero.
Nel 1736 Lesage pubblicherà una terza edizione aumentata con alcuni episodi tratti dal Dia y noche de Madrid, di Francisco Santos, e una quarta l'anno successivo, contenente un seguito dal titolo Entretien des cheminées de Madrid e un commento elogiativo dell'abate Borderon, Les Béquilles du diable boiteux (Le stampelle del diavolo zoppo).

### Turcaret

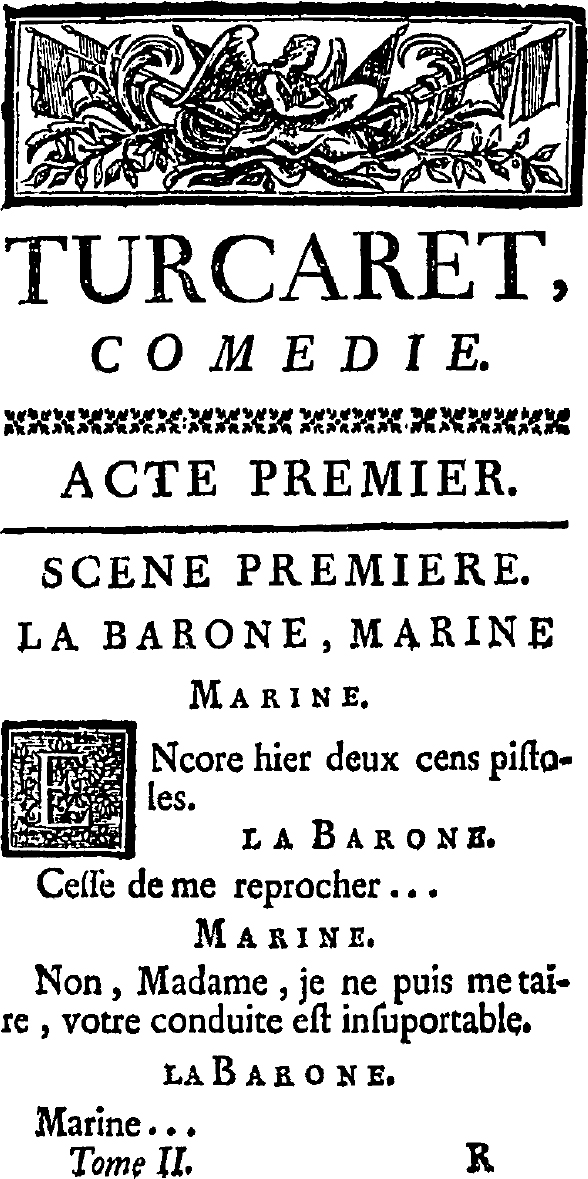
Edizione del Turcaret del 1739

Lesage tornò al teatro il 1º gennaio 1708 con la commedia in un atto Les Étrennes che, completamente rielaborata in cinque atti e ripresentata sulle scene il 14 gennaio 1709 col titolo di Turcaret, ebbe uno strepitoso successo e rimane il suo capolavoro teatrale. Il protagonista Turcaret, uomo di bassa origine sociale che si è arricchito con l'appalto delle imposte e con traffici illegali che la sua professione gli permette di coprire, benché sposato, si spaccia per scapolo per poter conquistare una finta baronessa, altra truffatrice che passa al Cavaliere, un suo amante, i ricchi doni ricevuti da Turcaret. Frontino, il servitore del Cavaliere, a sua volta provvede a derubare il suo padrone, è complice della "baronessa" nel derubare Turcaret, ma riesce a derubare anche la finta nobildonna. La commedia si chiude con l'arresto di Turcaret, rivelatosi un usuraio, e con la battuta di Frontino: «È finito il regno di Turcaret. Ora comincia il mio».
Lesage, prima ancora di metterla in scena, aveva letto la commedia nei salotti letterari e i suoi contenuti erano già noti. La potente categoria degli appaltatori, allarmati dalla satira violenta che li avrebbe investiti, cercano di impedirne la rappresentazione, offrendogli invano la bella somma di centomila franchi, mentre la duchessa de Bouillon gli promise la sua protezione, chiedendogli di leggergliela. Lesage, per un impegno, arrivò con un'ora di ritardo all'appuntamento e al rimprovero della duchessa, rispose che se le aveva fatto perdere un'ora, ora gliene avrebbe fatte guadagnare due, andandosene. I due episodi vogliono mettere in rilievo la moralità e la fierezza dello scrittore, che dovettero essere apprezzati dal Delfino, il futuro Luigi XV, che s'impegnò personalmente perché la commedia fosse rappresentata. Tuttavia, malgrado il successo, poté avere solo sei repliche, e non a caso, dal momento che il mondo degli impresari teatrali era strettamente legato a quello della finanza.
In realtà Lesage non è un moralizzatore e tanto meno un eversore dei costumi o un rivoluzionario in anticipo sui tempi. Da tempo gli arricchimenti facili erano un bersaglio comune della satira e non costituiva un particolare motivo di scandalo veder colpito l'immoralità, in specie nella forma dello spirito brillante, nella naturalezza viva dei dialoghi, nella precisione dei rilievi delle psicologie e nella libertà dell'espressione, favorita dalla sua scrittura in prosa, elementi tutti che compensano una certa staticità della scena.
Dopo l'interruzione delle repliche imposte dagli impresari del Théâtre-Français, Lesage lasciò ogni impegno per quel teatro, rivolgendosi prima al Théâtre-Français, per il quale scrisse la commedia La Tontine nel 1708, rappresentata però soltanto nel 1732), e poi per il Théâtre de la foire, teatro popolare, frequentato da piccoli borghesi e da gente del popolo, uso alle commedie italiane e alle farse, per il quale Lesage produsse un centinaio di commedie, di facile scrittura, di poche repliche, con leggere allusioni satiriche, quanto basta per aggiungere un poco di sapore piccante a testi che pretendono solo di offrire un rapido divertimento senza pretese d'arte.

### Histoire de Gil Blas de Santillane
Se la scrittura teatrale resta intensa ma senza pretese, l'impegno colto Lesage lo riserva al romanzo, mantenendosi fedele alla tradizione del romanzo spagnolo, ma ragionato e misurato secondo una sapienza narrativa che non vuole tracimare nell'effetto.
Intorno al 1713 Lesage dovrebbe aver iniziato il suo capolavoro, l'Histoire de Gil Blas de Santillane la cui prima edizione, in due volumi, uscì nel 1715, una seconda appena riveduta quell'anno stesso, una terza, in tre volumi, nel 1724, nella quale le avventure del suo eroe continuano, lasciando aperti nuovi sviluppi che si concretano in un quarto e ultimo volume nel 1735. Lesage continuò a rivedere il romanzo fino alla morte, essendone uscita nel 1747 l'ultima versione.
Lesage narra dello studente di Oviedo Gil Blas, di umili origini, che si mette in viaggio per andare a studiare all'Università di Salamanca. Inesperto del mondo, gli capitano le avventure più diverse: viene truffato, è sequestrato dai banditi, salva una signora caduta nelle loro mani, finisce innocente in prigione. Liberato, insieme con un amico va a Valladolid, dove diviene servo di un canonico, poi di un medico incapace e diviene medico lui stesso. A Madrid conosce il mondo del teatro e quello della corte: torna a Oviedo in tempo per assistere il padre morente e qui si sposa con Antonia. Tornato a Madrid, diviene favorito di un conte che tuttavia cade in disgrazia; nuove disgrazie, come la morte della moglie, e nuove avventure che hanno tuttavia un lieto fine con il matrimonio di Gil Blas con la bella Dorotea.

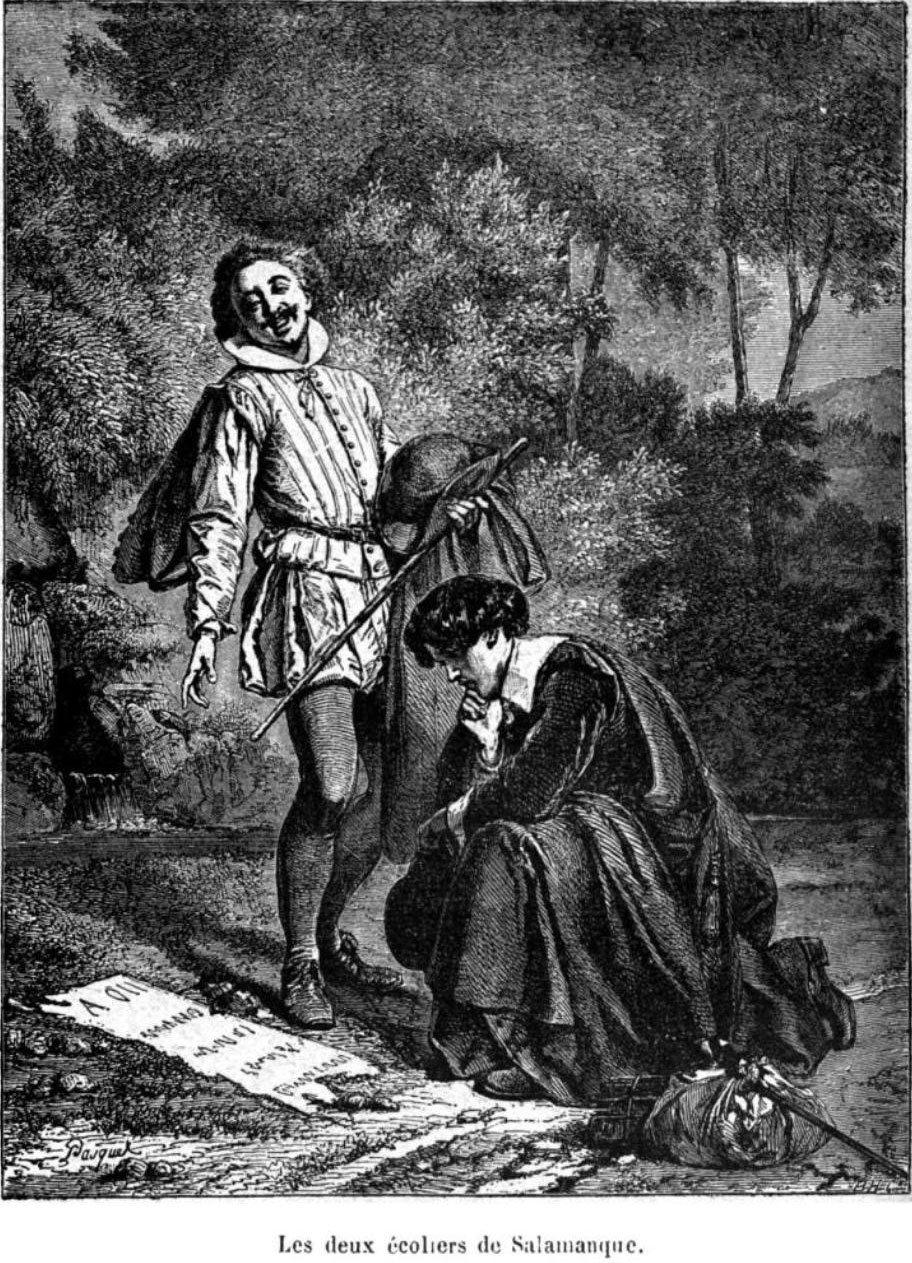
Illustrazione del Gil Blas, 1810

Una convenzione, in realtà: ma se una morale complessiva può essere tratta da quelle avventure, essa consiste nel rilevare come l'astuzia sia il motore delle azioni umane: così come con l'astuzia gli uomini soddisfano i loro vizi – la passione per il denaro, la volontà di farsi largo a qualunque costo nella vita, l'imbrogliare gli ingenui – così ancora con l'astuzia i buoni devono imparare a difendersi e difendendo la propria virtù è lecito trarre anche qualche vantaggio. D'altra parte, ciascuno deve stare al suo posto: voler salire nella scala sociale significa essere ambiziosi e l'ambizione è un vizio che porta alla rovina.
Il libro fu accolto con grande favore dal pubblico, ma non altrettanto dai critici: per Voltaire Gil Blas, se è lodevole per una «certa naturalezza», esso è interamente ripreso dal romanzo spagnolo Marcos de Obregón, ma il caustico intellettuale di Ferney non dimenticava l'ironia che Lesage gli aveva indirizzato nella sua opéra-comique Le Temple de Mémoire.
Marmontel, nel suo Essai sur les Romans considerés du coté moral, lo considera persona estranea alla vita sociale del suo tempo e pertanto incapace, secondo lui, di considerare con precisione e obbiettività i costumi morali che pure pretende di giudicare. In compenso, gli fu favorevole l'abate Desfontaines: nel Gil Blas non c'è «un ammasso di sottili riflessioni che soffocano il lettore, e di tristi analisi di sentimenti; è una successione di fatti necessari, adornata di brevi riflessioni a proposito del soggetto: si tratta in ogni momento di figurazioni reali e di caratteri che si ritrovano fra gli uomini. Lesage non trascina i suoi lettori in un mondo ideale, ma lidiverte per istruirli».
I suoi contemporanei giudicarono Lesage in base a quanto egli poteva dare in termini di appoggio alle ragioni  - e alle illusioni - della loro ideologia: per gli illuministi egli è un conservatore dotato di grande immaginazione e tuttavia incapace di rendersi conto dei problemi che premevano, perché schiava dei pregiudizi del suo tempo e in fondo rivolta al passato; per i conservatori egli è un eccellente descrittore di costumi, che tratta con leggerezza e denuncia, ma senza accanimento, perché consapevole che niente potrà correggerli.
Oggi, che quei problemi appaiono tanto lontani, possiamo leggere i suoi libri come l'espressione di una fantasia che non si quietava se non nel gusto del proprio narrare, esercitando le avventure della sua immaginazione un fascino tanto maggiore quanto più siamo consapevoli che quel mondo fantastico non potrà più riprodursi.
Apprezzamenti per il Gil Blas vengono da Nietzsche: in Frammenti Postumi, 7 [81], 1881, si legge: "Non mi stanco mai di leggere Gil Blas: lì respiro perché non c'è sentimentalismo né retorica come in Shakespeare". In Opere di F. Nietzsche, Milano, Adelphi, 1964ss.

### Le ultime opere

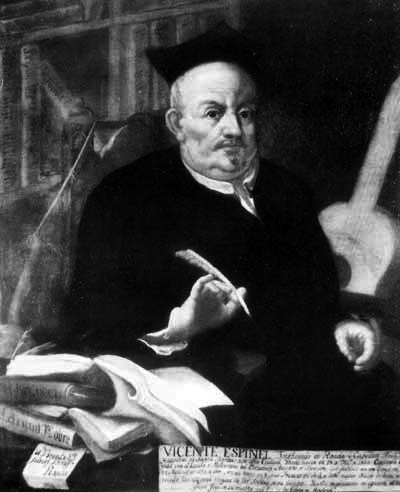
Vicente Gómez Espinel

Nel 1732 pubblicò le Aventures de Guzmán d'Alfarache, un'imitazione del libro di Mateo Alemán, subito seguito dalle Aventures de Ribert, dit le chevalier de Beauchesne, narrazione della vita di un personaggio realmente vissuto, un corsaro che fu ucciso dagli inglesi nel 1731. Nel 1734 uscì la Histoire d'Estevanille Gonzales, surnommé le Garçon de bonne humeur, tratta dalle Relaciones de la vida del escudero Marcos de Obregón di Vicente Espinel, pubblicate nel 1618, prossimo nell'ispirazione al Gil Blas.
Il 21 novembre 1735 viene rappresentata la commedia in prosa, in tre atti, Les Amants jaloux che si è persino voluto non attribuire alla sua penna a causa dell'intreccio troppo complesso e del dialogo conciso e serrato, quasi fosse un rimprovero rivolto all'autore. Nel 1736 appare il suo ultimo romanzo Le Bachelier de Salamanque, che non ebbe successo, perché vi è meno intreccio e soprattutto meno spirito e più malinconia. Certo la sua vena doveva essersi attenuata o forse riservata alla cura del suo Gil Blas, se ormai pubblicò soltanto, nel 1740 La Valise trouée, una raccolta di trenta lettere, di contenuto satirico, che si fingono scritte da diversi personaggi e, nel 1743, la Mélange amusant de saillies d'esprit et de traits historiques des plus frappants, che è poco più di una raccolta di aneddoti.
La sua vita privata e familiare fu semplice, una tranquilla condizione piccolo-borghese; una figlia che lo seguì finché visse, un figlio che si fece prete e divenne canonico a Boulogne-sur-Mer, mentre gli altri due furono attori, con dispiacere del padre, anche se uno di essi, Luis-André, il maggiore, ebbe al tempo una certa notorietà sotto il nome di Montménil, e recitò anche il Turcaret paterno. Le Sage si riconciliò con lui negli ultimi anni e assistette con piacere alle sue recite ma dovette subire il grande dolore di sopravvivergli.
Alla sua morte, l'8 settembre 1743, il padre abbandonò Parigi per ritirarsi con la moglie e la figlia a Boulogne-sur-Mer. Si dice che il suo spirito si animasse solo nelle ore di luce del giorno per declinare poi nella sera in una malinconia quasi letargica.

## Opere

### Teatro
- Crispin rival de son maître, 1707
- Les Étrennes, 1708
- Turcaret, 1709
- Arlequin baron allemand, 1712
- La Foire de Guibray, 1714
- Le Monde renversé, 1718
- Les Pèlerins de la Mecque, 1726
- Les Amants jaloux, 1735

### Romanzi
- Le Diable boiteux, 1707
- Histoire de Gil Blas de Santillane, 1715 - 1747
- Don Guzmán d'Alfarache, 1732
- Les Aventures de monsieur Robert Chevalier, dit de Beauchêne, capitaine de flibustiers dans la Nouvelle-France, 1732
- Estenaville Gonzalès, 1734
- Le Bachelier de Salamanque, 1736